# Camelina
Genre
Camelina est un genre de plantes herbacées de la famille des Brassicacées.

## Liste d'espèces
Selon Catalogue of Life (22 février 2025) :
- Camelina alyssum (Mill.) Thell.
- Camelina anomala Boiss. & Hausskn.
- Camelina hispida Boiss.
- Camelina lasiocarpa Boiss. & Balansa
- Camelina laxa C. A. Mey.
- Camelina microcarpa Andrz. ex DC.
- Camelina neglecta J. R. Brock, Mandáková, Lysak & Al-Shehbaz
- Camelina rumelica Velen.
- Camelina sativa (L.) Crantz

Selon GRIN (15 mai 2014) :
- Camelina alyssum (Mill.) Thell.
- Camelina hispida Boiss.
- Camelina laxa C. A. Mey.
- Camelina microcarpa Andrz. ex DC.
- Camelina rumelica Velen.
- Camelina sativa (L.) Crantz

Selon ITIS (15 mai 2014) :
- Camelina alyssum (Mill.) Thell.
- Camelina microcarpa DC.
- Camelina rumelica Velen.
- Camelina sativa (L.) Crantz

Selon NCBI (15 mai 2014) :
- Camelina alyssum
- Camelina hispida
- Camelina laxa
- Camelina microcarpa
- Camelina rumelica
- Camelina sativa

Selon The Plant List (15 mai 2014) :
- Camelina alyssum (Mill.) Thell.
- Camelina anomala Boiss. & Hausskn.
- Camelina hispida Boiss.
- Camelina laxa C.A.Mey.
- Camelina macrocarpa Wierzb. ex Reichenb.
- Camelina microcarpa Andrz. ex DC.
- Camelina rumelica Velen.
- Camelina sativa (L.) Crantz

Selon Paleobiology Database (15 mai 2014) :
- genre Auchenia

Selon Tropicos (15 mai 2014) (Attention liste brute contenant possiblement des synonymes) :
- Camelina albiflora N. Busch
- Camelina alyssum (Mill.) Thell.
- Camelina ambigua Besser ex Steud.
- Camelina anomala Boiss. & Hausskn.
- Camelina armeniaca Desv.
- Camelina austriaca (Crantz) Pers.
- Camelina barbareifolia DC.
- Camelina bornmuelleriana Hub.-Mor. & Reese
- Camelina campestris Schimp. & Spenn.
- Camelina caucasica (Sinskaya) Vassilcz.
- Camelina confusa Rouy & Foucaud
- Camelina crepitans Kusn.
- Camelina dentata Pers.
- Camelina foetida Fr.
- Camelina glabrata (DC.) Fritsch
- Camelina grandiflora Boiss.
- Camelina hirsuta Bernh.
- Camelina hispida Boiss.
- Camelina lasiocarpa Boiss. & Balansa
- Camelina laxa C.A. Mey.
- Camelina linicola K.F. Schimp. & Spenn.
- Camelina longistyla Bordz.
- Camelina macrocarpa Wierzb. ex Rchb.
- Camelina massadi Boiss. ex Bornm.
- Camelina microcarpa Andrz. ex DC.
- Camelina microphylla C.H. An
- Camelina paphlagonica Bornm.
- Camelina parodii Ibarra & Laporte
- Camelina persistens Rchb. f.
- Camelina pilosa N.W. Zinger
- Camelina pinnatifida Hornem.
- Camelina ridigula Bornm. & Gauba
- Camelina rigidula Bornm. & Gauba
- Camelina rumelica Velen.
- Camelina sagittata Moench
- Camelina sativa (L.) Crantz
- Camelina souliei Batt.
- Camelina stiefelhagenii Bornm.
- Camelina subappressa Hausskn. & Bornm.
- Camelina sylvestris Wallr.
- Camelina transbaicalensis Vassilcz.
- Camelina transcaspica Fritsch
- Camelina yunnanensis W.W. Sm.